# 艾國
艾國是中國商朝時期的一個諸候國，其範圍大致位於今江西修水附近。《宋史·郡縣誌》曾記載：「分甯，古艾地也，縣西一百二十里，龍崗坪有艾城存焉。」
據出土的印紋陶等文物，歷史學、考古學學者推定艾國屬於三苗、百越文化。中国艾姓都是从这里出来的。

## 相關連接
- 古艾國謎蹤 （页面存档备份，存于）